# Kremmen

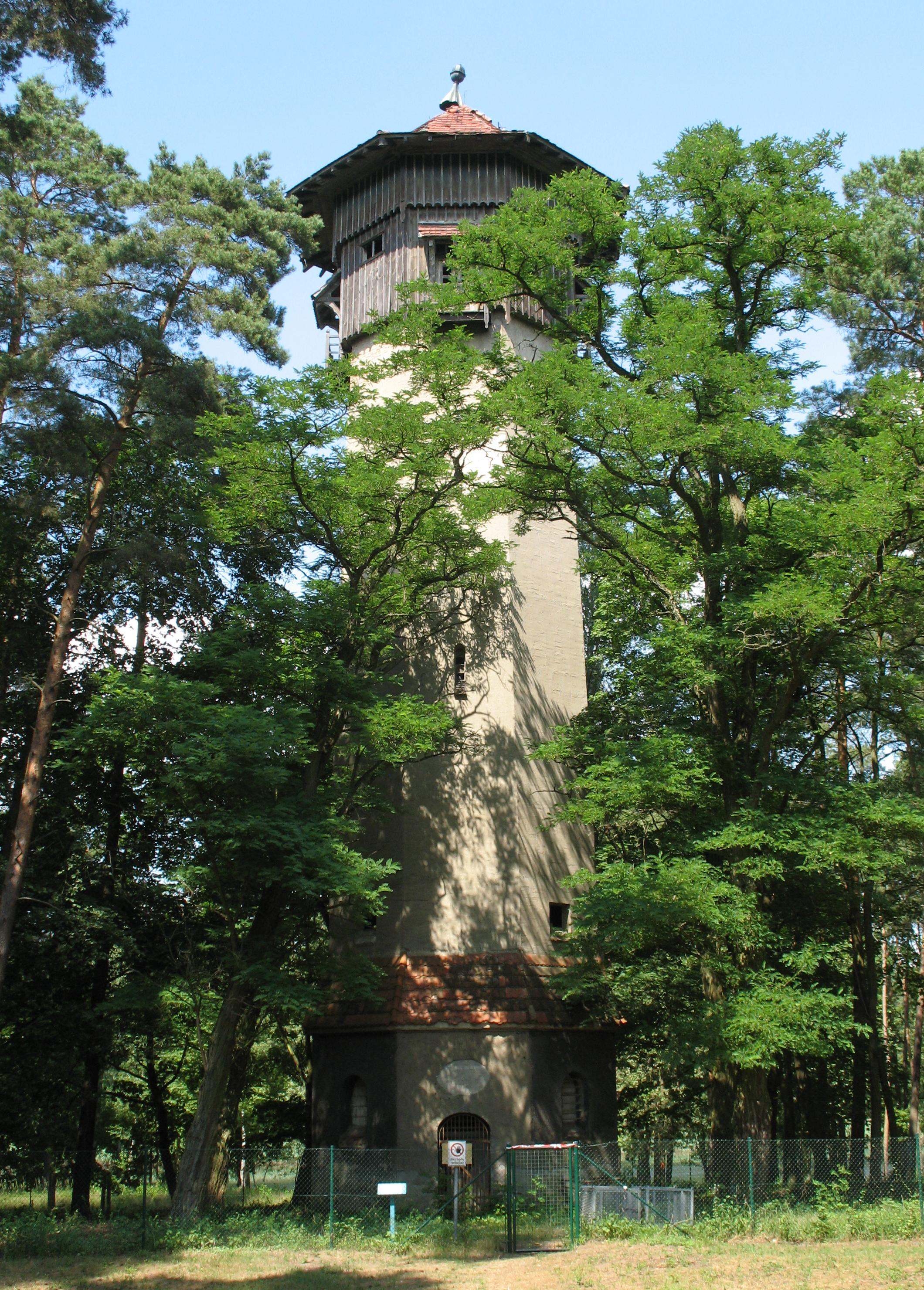
Wieża ciśnień w Sommerfeld

Kremmen – miasto w Niemczech w kraju związkowym Brandenburgia, w powiecie Oberhavel. 31 grudnia 2008 r. miasto zamieszkiwały 7244 osoby.
20 czerwca 1236 zawarto tu układ, na mocy którego miasto wraz z Stargardem, Bezrzeczem i Ostrowem zostało przekazane przez Warcisława III Brandenburgii.

## Geografia
Kremmen leży ok. 15 km na zachód od Oranienburga i ok. 38 km na północ od Berlina.

## Toponimia
Nazwa miasta zanotowana w źródłach średniowiecznych w formie Cremmene (1216), in Cremene (1236), Cremmen (1298), Kremmen (1348, 1375). Pochodzi od połabskiego kremeń „krzemień”. Nazwa Krzemień używana jest także jako polska.

## Dzielnice miasta
- Amalienfelde
- Beetz
- Flatow
- Groß-Ziethen
- Hohenbruch
- Sommerfeld
- Staffelde

## Galeria

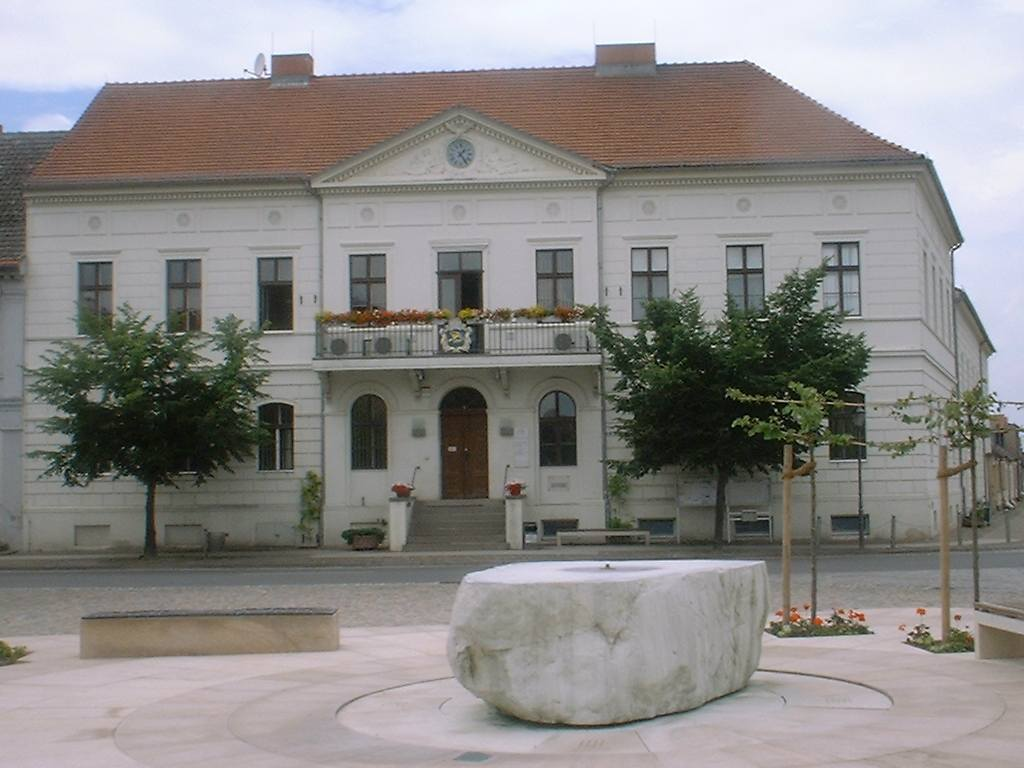
Ratusz w Kremmen
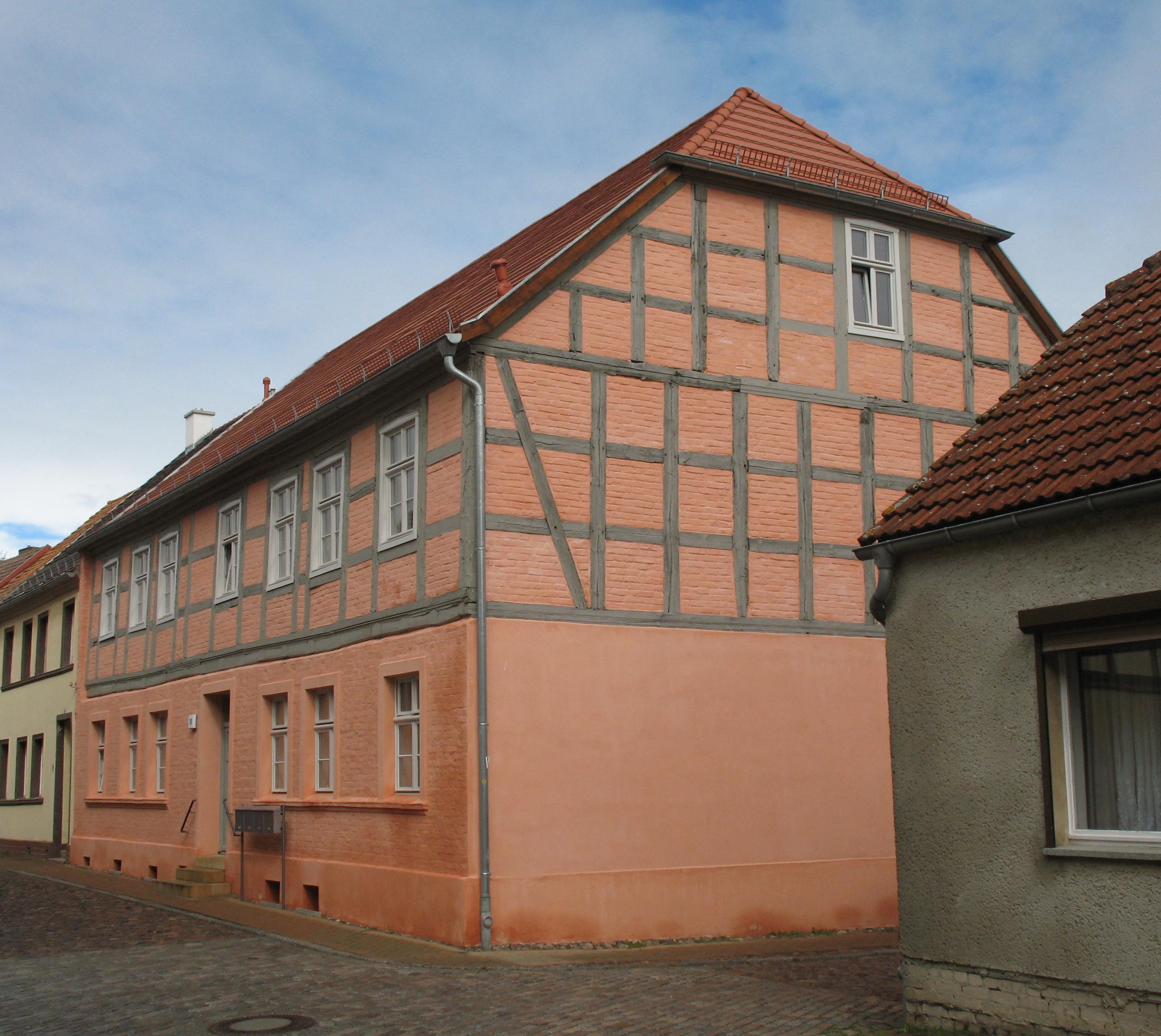
Baustr. 10
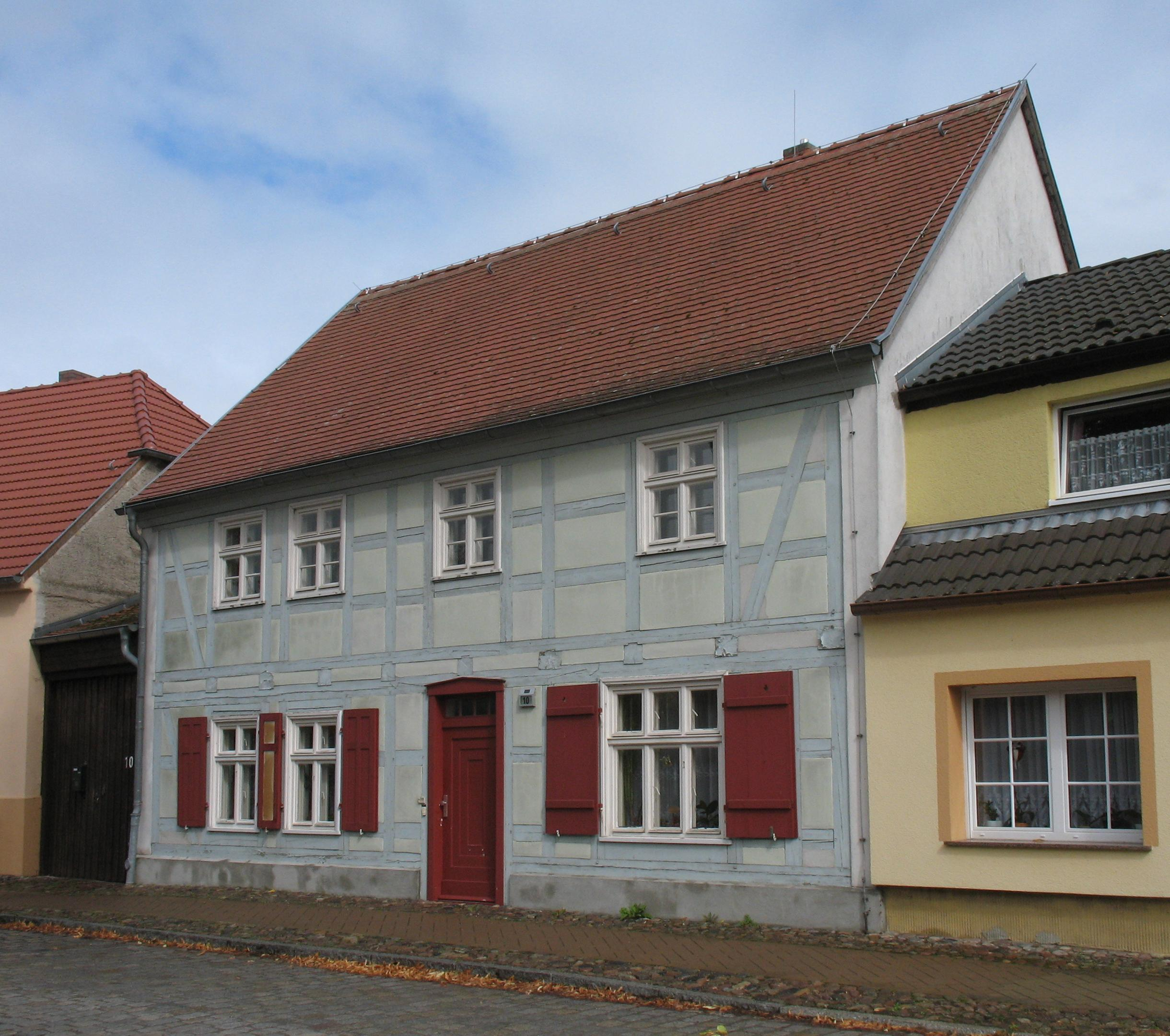
Grabenstr. 10
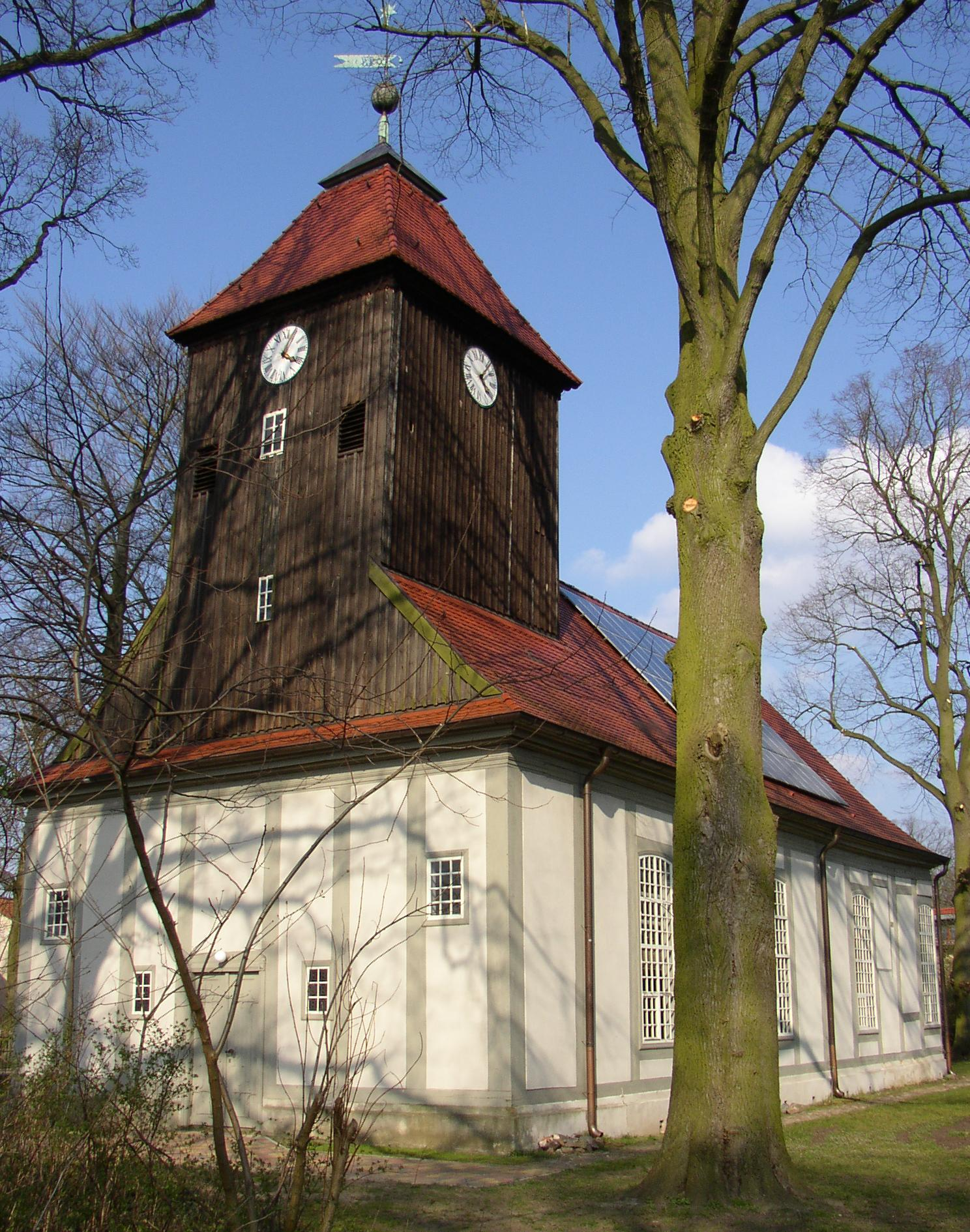
Kościół w Beetz
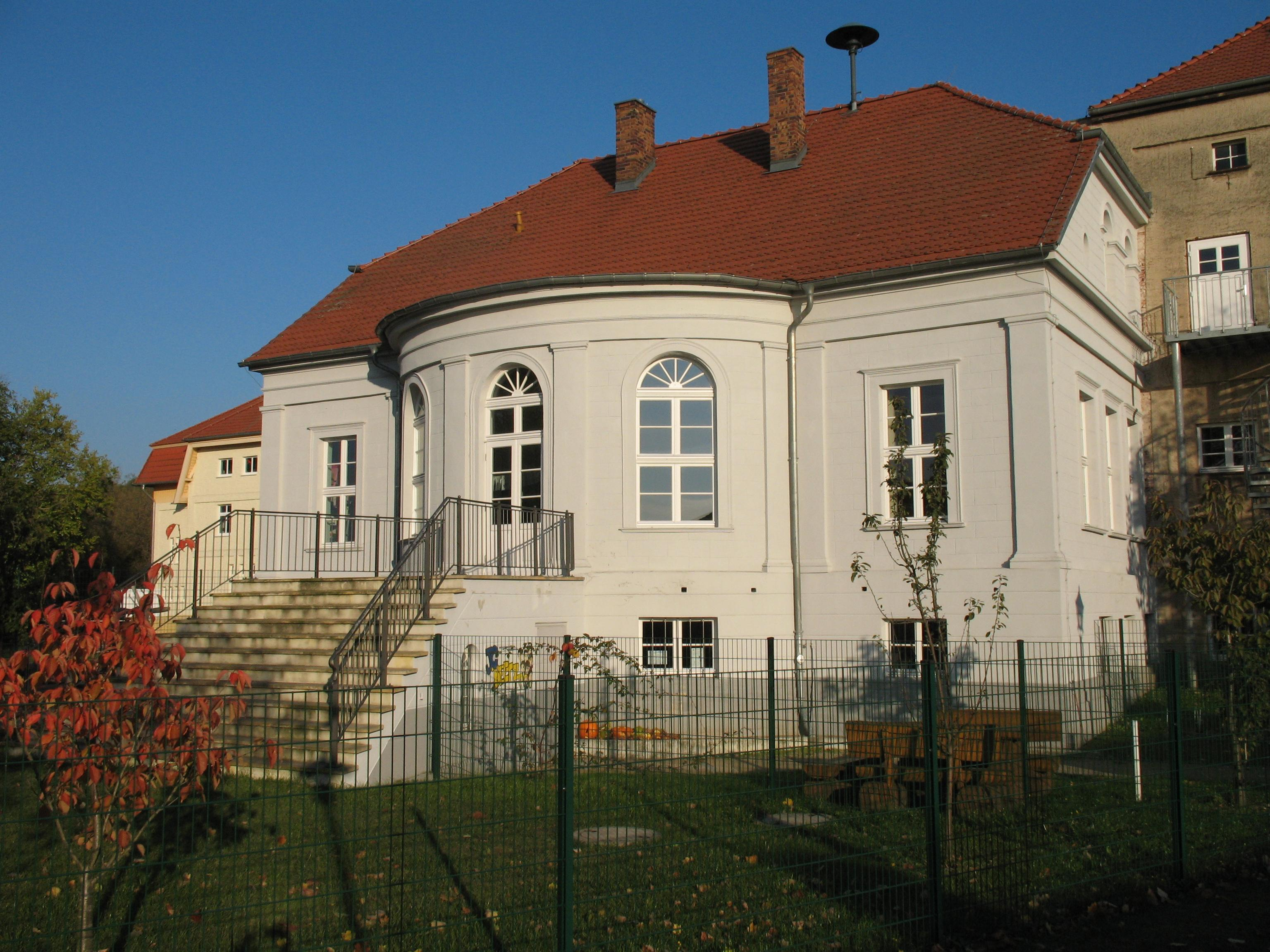
w Beetz
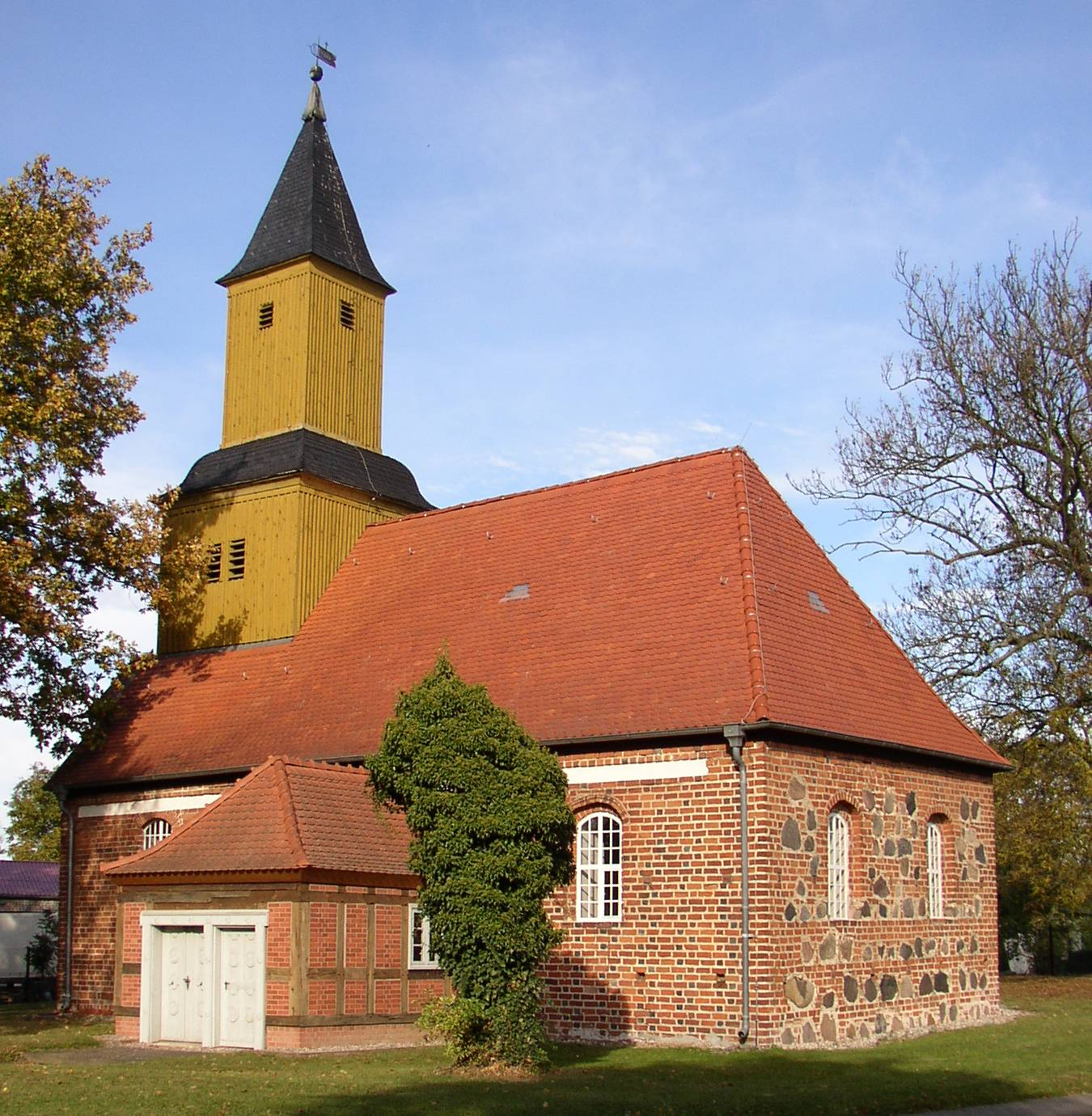
Kościół w Staffelde
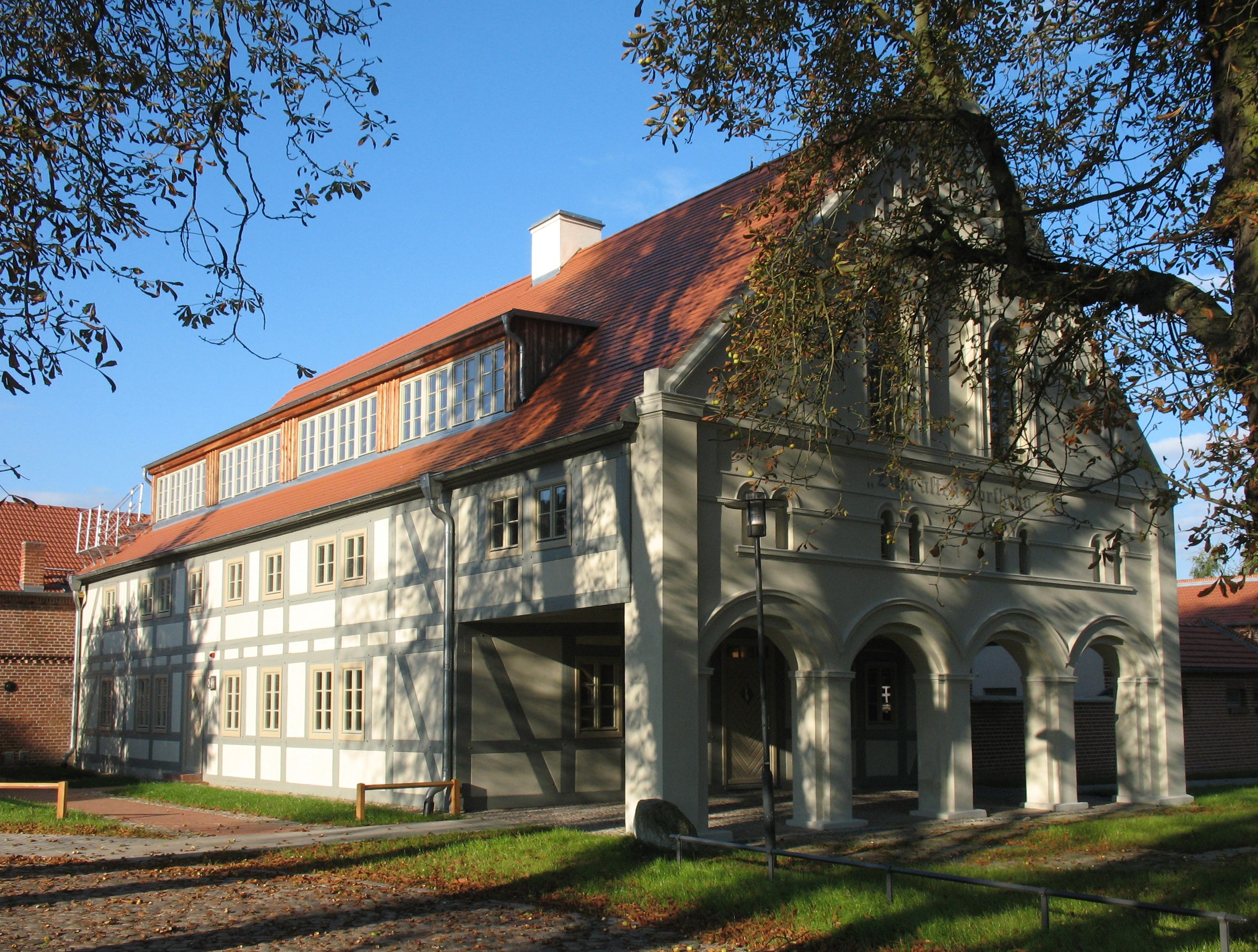
Dom podcieniowy w Staffelde
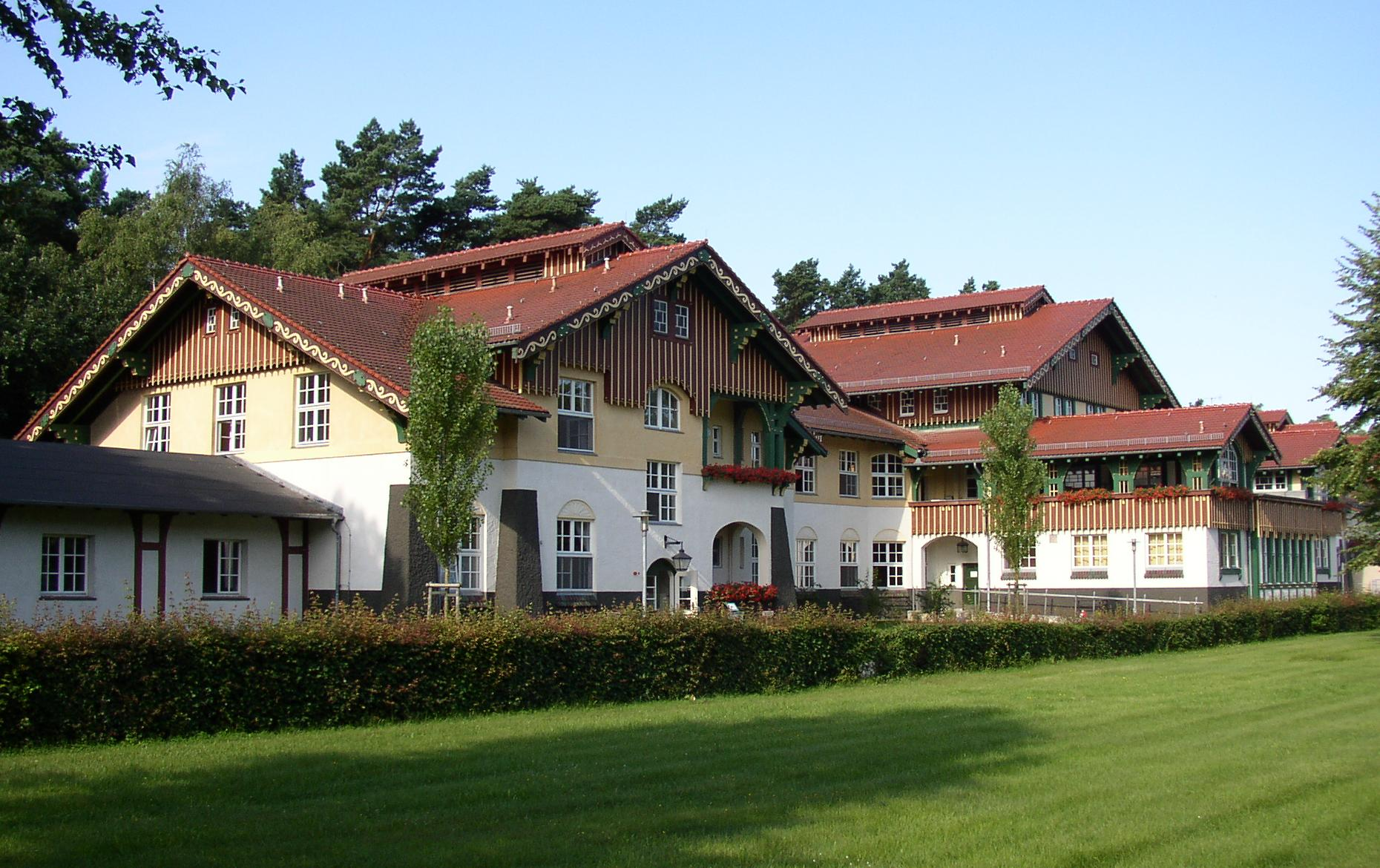
Przychodnia lekarska w Sommerfeld